# Collegio di Cannock Chase
Cannock Chase è un collegio elettorale inglese situato nello Staffordshire, nelle Midlands Occidentali, rappresentato alla Camera dei comuni del Parlamento del Regno Unito. Elegge un membro del parlamento con il sistema first-past-the-post, ossia maggioritario a turno unico; l'attuale parlamentare è Josh Newbury del Partito Laburista, che rappresenta il collegio dal 2024.

## Estensione
Il collegio comprende tre città,  Cannock, Rugeley e Hednesford, e diversi piccoli villaggi. 
- 1997-2010: il distretto di Cannock Chase, e il ward del distretto di South Staffordshire di Huntington.
- dal 2010: il distretto di Cannock Chase.[1]

## Membri del parlamento
| Elezione | Elezione       | Deputato     | Partito      |
| -------- | -------------- | ------------ | ------------ |
|          | 1997           | Tony Wright  | Laburista    |
|          | 2010           | Aidan Burley | Conservatore |
| 2015     | Amanda Milling |              | Conservatore |
|          | 2024           | Josh Newbury | Laburista    |

## Elezioni

### Elezioni negli anni 2020
| Partito                    | Partito                                | Candidato                  | Risultati 4 luglio 2024 | Risultati 4 luglio 2024 |
| Partito                    | Partito                                | Candidato                  | Voti                    | %                       |
| -------------------------- | -------------------------------------- | -------------------------- | ----------------------- | ----------------------- |
|                            | Laburista                              | Josh Newbury               | 15 671                  | 36,48                   |
|                            | Conservatore                           | Amanda Milling             | 12 546                  | 29,21                   |
|                            | Reform UK                              | Paul Allen                 | 11 570                  | 26,94                   |
|                            | Verdi                                  | Andrea Muckley             | 2 137                   | 4,98                    |
|                            | Lib Dem                                | Elizabeth Jewkes           | 1 029                   | 2,40                    |
|                            |                                        |                            |                         |                         |
| Iscritti                   | Iscritti                               | Iscritti                   | 76 974                  | 100,00                  |
| ↳ Votanti (% su iscritti)  | ↳ Votanti (% su iscritti)              | ↳ Votanti (% su iscritti)  | 42 953                  | 55,80                   |
| ↳ Astenuti (% su iscritti) | ↳ Astenuti (% su iscritti)             | ↳ Astenuti (% su iscritti) | 34 021                  | 44,20                   |
|                            |                                        |                            |                         |                         |
|                            | Esito: collegio confermato a Laburista |                            |                         |                         |

### Elezioni negli anni 2010
| Partito                    | Partito                                   | Candidato                  | Risultati 12 dicembre 2019 | Risultati 12 dicembre 2019 |
| Partito                    | Partito                                   | Candidato                  | Voti                       | %                          |
| -------------------------- | ----------------------------------------- | -------------------------- | -------------------------- | -------------------------- |
|                            | Conservatore                              | Amanda Milling             | 31 636                     | 68,31                      |
|                            | Laburista                                 | Anne Hobbs                 | 11 757                     | 25,39                      |
|                            | Verdi                                     | Paul Woodhead              | 2 920                      | 6,30                       |
|                            |                                           |                            |                            |                            |
| Iscritti                   | Iscritti                                  | Iscritti                   | 74 813                     | 100,00                     |
| ↳ Votanti (% su iscritti)  | ↳ Votanti (% su iscritti)                 | ↳ Votanti (% su iscritti)  | 46 313                     | 61,91                      |
| ↳ Astenuti (% su iscritti) | ↳ Astenuti (% su iscritti)                | ↳ Astenuti (% su iscritti) | 28 500                     | 38,09                      |
|                            |                                           |                            |                            |                            |
|                            | Esito: collegio confermato a Conservatore |                            |                            |                            |

| Partito                    | Partito                                   | Candidato                  | Risultati 8 giugno 2017 | Risultati 8 giugno 2017 |
| Partito                    | Partito                                   | Candidato                  | Voti                    | %                       |
| -------------------------- | ----------------------------------------- | -------------------------- | ----------------------- | ----------------------- |
|                            | Conservatore                              | Amanda Milling             | 26 318                  | 54,98                   |
|                            | Laburista                                 | Paul Dadge                 | 17 927                  | 37,45                   |
|                            | UKIP                                      | Paul Allen                 | 2 018                   | 4,22                    |
|                            | Verdi                                     | Paul Woodhead              | 815                     | 1,70                    |
|                            | Lib Dem                                   | Nat Green                  | 794                     | 1,66                    |
|                            |                                           |                            |                         |                         |
| Iscritti                   | Iscritti                                  | Iscritti                   | 74 566                  | 100,00                  |
| ↳ Votanti (% su iscritti)  | ↳ Votanti (% su iscritti)                 | ↳ Votanti (% su iscritti)  | 47 872                  | 64,20                   |
| ↳ Astenuti (% su iscritti) | ↳ Astenuti (% su iscritti)                | ↳ Astenuti (% su iscritti) | 26 694                  | 35,80                   |
|                            |                                           |                            |                         |                         |
|                            | Esito: collegio confermato a Conservatore |                            |                         |                         |

| Partito                    | Partito                                   | Candidato                  | Risultati 7 maggio 2015 | Risultati 7 maggio 2015 |
| Partito                    | Partito                                   | Candidato                  | Voti                    | %                       |
| -------------------------- | ----------------------------------------- | -------------------------- | ----------------------- | ----------------------- |
|                            | Conservatore                              | Amanda Milling             | 20 811                  | 44,19                   |
|                            | Laburista                                 | Janos Toth                 | 15 888                  | 33,73                   |
|                            | UKIP                                      | Grahame Wiggin             | 8 224                   | 17,46                   |
|                            | Lib Dem                                   | Ian Jackson                | 1 270                   | 2,70                    |
|                            | Verdi                                     | Paul Woodhead              | 906                     | 1,92                    |
|                            |                                           |                            |                         |                         |
| Iscritti                   | Iscritti                                  | Iscritti                   | 74 523                  | 100,00                  |
| ↳ Votanti (% su iscritti)  | ↳ Votanti (% su iscritti)                 | ↳ Votanti (% su iscritti)  | 47 099                  | 63,20                   |
| ↳ Astenuti (% su iscritti) | ↳ Astenuti (% su iscritti)                | ↳ Astenuti (% su iscritti) | 27 424                  | 36,80                   |
|                            |                                           |                            |                         |                         |
|                            | Esito: collegio confermato a Conservatore |                            |                         |                         |

| Partito                    | Partito                                           | Candidato                  | Risultati 6 maggio 2010 | Risultati 6 maggio 2010 |
| Partito                    | Partito                                           | Candidato                  | Voti                    | %                       |
| -------------------------- | ------------------------------------------------- | -------------------------- | ----------------------- | ----------------------- |
|                            | Conservatore                                      | Aidan Burley               | 18 271                  | 40,10                   |
|                            | Laburista                                         | Susan Woodward             | 15 076                  | 33,09                   |
|                            | Lib Dem                                           | Jon Hunt                   | 7 732                   | 16,97                   |
|                            | BNP                                               | Terence Majorowicz         | 2 168                   | 4,76                    |
|                            | UKIP                                              | Malcolm McKenzie           | 1 580                   | 3,47                    |
|                            | Indipendente                                      | Ron Turville               | 380                     | 0,83                    |
|                            | Get Snouts Out The Trough                         | Roy Jenkins                | 259                     | 0,57                    |
|                            | Indipendente                                      | Mike Walters               | 93                      | 0,20                    |
|                            |                                                   |                            |                         |                         |
| Iscritti                   | Iscritti                                          | Iscritti                   | 74 564                  | 100,00                  |
| ↳ Votanti (% su iscritti)  | ↳ Votanti (% su iscritti)                         | ↳ Votanti (% su iscritti)  | 45 559                  | 61,10                   |
| ↳ Astenuti (% su iscritti) | ↳ Astenuti (% su iscritti)                        | ↳ Astenuti (% su iscritti) | 29 005                  | 38,90                   |
|                            |                                                   |                            |                         |                         |
|                            | Esito: collegio passa da Laburista a Conservatore |                            |                         |                         |

### Elezioni negli anni 2000
| Partito                    | Partito                                | Candidato                  | Risultati 5 maggio 2005 | Risultati 5 maggio 2005 |
| Partito                    | Partito                                | Candidato                  | Voti                    | %                       |
| -------------------------- | -------------------------------------- | -------------------------- | ----------------------- | ----------------------- |
|                            | Laburista                              | Tony Wright                | 22 139                  | 51,30                   |
|                            | Conservatore                           | Ian Collard                | 12 912                  | 29,92                   |
|                            | Lib Dem                                | Jenny Pinkett              | 5 934                   | 13,75                   |
|                            | UKIP                                   | Roy Jenkins                | 2 170                   | 5,03                    |
|                            |                                        |                            |                         |                         |
| Iscritti                   | Iscritti                               | Iscritti                   | 75 182                  | 100,00                  |
| ↳ Votanti (% su iscritti)  | ↳ Votanti (% su iscritti)              | ↳ Votanti (% su iscritti)  | 43 155                  | 57,40                   |
| ↳ Astenuti (% su iscritti) | ↳ Astenuti (% su iscritti)             | ↳ Astenuti (% su iscritti) | 32 027                  | 42,60                   |
|                            |                                        |                            |                         |                         |
|                            | Esito: collegio confermato a Laburista |                            |                         |                         |

| Partito                    | Partito                                | Candidato                  | Risultati 7 giugno 2001 | Risultati 7 giugno 2001 |
| Partito                    | Partito                                | Candidato                  | Voti                    | %                       |
| -------------------------- | -------------------------------------- | -------------------------- | ----------------------- | ----------------------- |
|                            | Laburista                              | Tony Wright                | 23 049                  | 56,13                   |
|                            | Conservatore                           | Gavin Smithers             | 12 345                  | 30,06                   |
|                            | Lib Dem                                | Stewart Reynolds           | 5 670                   | 13,81                   |
|                            |                                        |                            |                         |                         |
| Iscritti                   | Iscritti                               | Iscritti                   | 74 122                  | 100,00                  |
| ↳ Votanti (% su iscritti)  | ↳ Votanti (% su iscritti)              | ↳ Votanti (% su iscritti)  | 41 064                  | 55,40                   |
| ↳ Astenuti (% su iscritti) | ↳ Astenuti (% su iscritti)             | ↳ Astenuti (% su iscritti) | 33 058                  | 44,60                   |
|                            |                                        |                            |                         |                         |
|                            | Esito: collegio confermato a Laburista |                            |                         |                         |

## Risultati dei referendum

### Referendum sulla permanenza del Regno Unito nell'Unione europea del 2016
|             | Collegio      | Lasciare UE % | Rimanere in UE % |
| ----------- | ------------- | ------------- | ---------------- |
|             | Cannock Chase | 68,9%         | 31,1%            |
| Inghilterra | 53,3%         | 46,7%         |                  |
| Regno Unito | 51,9%         | 48,1%         |                  |